# Resolució 159 del Consell de Seguretat de les Nacions Unides
La Resolució 159 del Consell de Seguretat de les Nacions Unides, aprovada per unanimitat el 28 de setembre de 1960, després d'examinar l'aplicació de Mali per a ser membre de les Nacions Unides, el Consell va recomanar a l'Assemblea general que Mali fos admesa.
Mali, juntament amb la República de Senegal, havia estat admès com a membre de la Federació de Mali per la Resolució 139, fins que la federació es va trencar el 20 d'agost de 1960.